# П'яріо
П'яріо (італ. Piario) — муніципалітет в Італії, у регіоні Ломбардія,  провінція Бергамо.
П'яріо розташовані на відстані близько 490 км на північний захід від Рима, 75 км на північний схід від Мілана, 30 км на північний схід від Бергамо.
Населення — 1107 осіб (2014).
Щорічний фестиваль відбувається 17 січня. Покровителі — святий Антоній Великий.

## Демографія
Населення за роками:

Станом на 1 січня 2023 року в муніципалітеті офіційно проживало 29 іноземців з 11 країн, серед них 7 громадян країн Євросоюзу та 2 громадяни України.

## Сусідні муніципалітети
- Клузоне
- Парре
- Вілла-д'Онья